# 정관신도시
정관신도시는 부산광역시 기장군 정관읍에 위치하고 있다. 현재 이 신도시는 계속 조성되고 있으며 아파트도 많이 들어서고 있는 상태이기도 하다.

## 배경
1996년 정관신도시 개발을 하기로 하였으나 1997년 외환위기가 터지면서 사업이 지지부진하였다. 일단 1998년에 LH와 부산시가 공동으로 사업시행협약을 맺었지만, 외환위기때라서 제대로 시행되지 못하였다. 이후 2001년에서 2002년, 다시 2003년으로 사업시행이 계속 밀리다 2003년 5월 마침내 착공하였다.기사 2006년 일반분양을 하였고, 2008년 12월 입주가 시작되었다. 기사 하지만 당시 일어난 전국적인 부동산 경기 불황 때문에 분양 및 입주가 매우 지지부진하다가 곰내터널이 개통되면서부터 입주가 늘어나기 시작했다.

## 시설

### 관공서
- 정관읍 행정복지센터
- 정관지구대
- 기장소방서
- 부산모전우체국
- 부산정관우체국

## 교육

### 초등학교
- 정관초등학교
- 가동초등학교
- 방곡초등학교
- 달산초등학교
- 신정초등학교
- 정원초등학교
- 모전초등학교

### 중학교
- 정관중학교
- 신정중학교
- 모전중학교
- 부산중앙중학교

### 고등학교
- 신정고등학교
- 정관고등학교

## 도서관
- 정관도서관
- 정관어린이도서관

## 공원
- 솔빛공원
- 물빛공원
- 죽향공원
- 구목정공원
- 윗골공원
- 중앙공원
- 소두방공원

## 아파트
| 단지명                       | 건설사                  | 블록 | 주소                         | 입주        | 비고     |
| ---------------------------- | ----------------------- | ---- | ---------------------------- | ----------- | -------- |
| 부산정관LH 7단지             | 에이스건설              | A-1  | 기장군 정관읍 모전로 41      | 2017년 7월  | 국민임대 |
| 정관 동일스위트 3차          | ㈜동일건설              | A-2  | 기장군 정관읍 모전1길 9      | 2014년 5월  |          |
| 정관 EG the1 1차             | ㈜라인건설 남흥건설     | A-3  | 기장군 정관읍 정관1로 18     | 2011년 12월 |          |
| 부산정관 행복주택            | 두산건설㈜ 협성종합건설 | A-4  | 기장군 정관읍 정관1로 51     | 2019년 2월  |          |
| 정관 EG the1 3차             | ㈜라인건설 남흥건설     | A-5  | 기장군 정관읍 정관로 350     | 2015년 3월  |          |
| 정관 EG the1 2차             | ㈜라인건설 남흥건설     | A-6  | 기장군 정관읍 정관2로 9      | 2012년 11월 |          |
| 정관 현진에버빌              | ㈜현진                  | A-7  | 기장군 정관읍 정관2로 40     | 2009년 1월  |          |
| 정관신도시 휴먼시아 2단지    | ㈜건영                  | A-8  | 기장군 정관읍 정관2로 24     | 2010년 1월  | 국민임대 |
| 정관 동일스위트 2차          | ㈜동일건설              | A-9  | 기장군 정관읍 정관3로 23     | 2013년 8월  |          |
| 정관 롯데캐슬 2차            | 롯데건설㈜              | A-10 | 기장군 정관읍 정관3로 51     | 2013년 6월  |          |
| 정관 롯데캐슬 1차            | 롯데건설㈜              | A-11 | 기장군 정관읍 정관3로 52     | 2008년 11월 |          |
| 정관신도시 휴먼시아 1단지    | 남양건설 혜림건설       | A-12 | 기장군 정관읍 정관4로 23     | 2008년 12월 | 국민임대 |
| 정관 동일스위트 1차          | ㈜동일건설              | A-13 | 기장군 정관읍 정관4로 24     | 2012년 12월 |          |
| 정관 계룡리슈빌              | KR산업                  | A-14 | 기장군 정관읍 정관로 513     | 2008년 12월 |          |
| 정관 1차 이진캐스빌          | 이진종합건설            | A-15 | 기장군 정관읍 정관로 545     | 2014년 10월 |          |
| 정관 해모로                  | ㈜HJ중공업              | A-16 | 기장군 정관읍 정관로 548     | 2008년 12월 |          |
| 정관 동원로얄듀크 2차        | ㈜동원개발 외 1         | A-17 | 기장군 정관읍 정관5로 12     | 2013년 8월  |          |
| 정관 센트럴파크              | 계룡건설㈜              | A-18 | 기장군 정관읍 구연방곡로 10  | 2009년 12월 |          |
| 부산정관 LH5단지             | 대보건설                | A-19 | 기장군 정관읍 산단2로 60     | 2013년 10월 | 국민임대 |
| 정관 동원로얄듀크 1차        | ㈜동원개발              | A-20 | 기장군 정관읍 산단4로 139    | 2013년 6월  |          |
| 정관 두산위브 더 테라스      | 두산건설㈜              | A-21 | 기장군 정관읍 산단6로 33-8   | 2018년 3월  |          |
| 부산정관 LH4단지             | 동양건설                | A-22 | 기장군 정관읍 산단4로 160    | 2012년 9월  | 국민임대 |
| 가화만사성 정관타운          | ㈜가화건설              | A-23 | 기장군 정관읍 방곡로 39      | 2014년 12월 |          |
| 정관 EG the1 5차             | ㈜라인건설              | A-24 | 기장군 정관읍 방곡로 29      | 2015년 11월 |          |
| 정관 서희스타힐스            | ㈜서희건설              | A-25 | 기장군 정관읍 방곡3로 11     | 2011년 4월  |          |
| 정관 가화만사성 더테라스 2차 | ㈜가화건설              | A-26 | 기장군 정관읍 구연방곡로 106 | 2018년 6월  |          |
| 정관 가화만사성 더테라스 1차 | ㈜가화건설              | A-27 | 기장군 정관읍 구연방곡로 120 | 2017년 9월  |          |
| 정관 신동아 파밀리에         | ㈜신동아건설            | A-28 | 기장군 정관읍 정관5로 75     | 2008년 12월 |          |
| 정관 협성르네상스 타운       | 협성종합건업            | A-29 | 기장군 정관읍 정관4로 68     | 2013년 12월 |          |
| 정관양우내안애               | 부산도시공사            | A-30 | 기장군 정관읍 장관5로 144    | 2016년 6월  |          |
| 정관 2차 이진캐스빌          | 이진종합건설            | A-31 | 기장군 정관읍 가동3로 19     | 2017년 8월  |          |

## 쇼핑
- GS슈퍼마켓 정관신도시점
- 홈플러스 홈플러스익스프레스 부산정관점
- 롯데슈퍼 정관방곡가맹점
- 이마트에브리데이 정관점